# Biapertura affinis
Biapertura affinis is een watervlooiensoort uit de familie van de Chydoridae. De wetenschappelijke naam van de soort is voor het eerst geldig gepubliceerd in 1860 door Leydig.